# Adrian Yañez
Pour les articles homonymes, voir Yáñez.
Adrian Yañez, né le 29 novembre 1993 à Houston au Texas, est un pratiquant américain d'arts martiaux mixtes (MMA). Il combat actuellement dans la division des poids coqs de l'Ultimate Fighting Championship.

## Biographie

### Jeunesse
Adrian Yañez naît à Houston, et grandit à La Porte. Il est d'ascendance mexicaine. Son père, Andy Yañez, est un ancien champion Golden Gloves et un ancien militaire décédé d'un cancer en 2016,.
Il s'initie aux sports de combat à l'âge de 15 ans et dispute son premier combat de MMA amateur à 17 ans. Il a été entraîné par Saul Soliz (en), grande figure du MMA au Texas, décédé en 2021.
Avant son arrivée à l'UFC, Adrian Yañez travaillait comme releveur de compteurs pour la municipalité de Deer Park.
Il est ceinture noire de jiu-jitsu brésilien.

### Carrière dans les arts martiaux mixtes

#### Parcours au sein de l'Ultimate Fighting Championship (2020-)
Adrian Yañez prend part à la quatrième saison des Dana White's Contender Series. Le 11 août 2020, il vainc Brady Huang par KO technique après 39 secondes de combat pour décrocher un contrat avec l'UFC.
Il dispute son premier combat dans la fédération américaine le 31 octobre 2020, qu'il remporte par KO d'un coup de pied à la tête au 1er round contre Victor Rodriguez.
Le 20 mars 2021, il bat Gustavo Lopez (en) par KO d'un crochet du poing droit, au 3e round. 
Le 24 juillet suivant, il s'impose contre Randy Costa (en) par KO technique au 2e round.
Le 20 novembre de la même année, il vainc l'Anglais Davey Grant (en) via décision partagée. 
Le 18 juin 2022, il bat Tony Kelley (en) par KO technique au 1er round.
8 avril 2023, Yañez concède sa première defaite à l'UFC en s'inclinant par KO technique au 1er round contre Rob Font (en).
Le 14 octobre suivant, il perd par KO technique via leg kicks contre Jonathan Martinez.
Le 18 mai 2024, il rebondit en vainquant Vinicius Salvador par KO technique au 1er round.
Le 14 décembre de la même année, il perd contre le Péruvien Daniel Marcos (en), alors invaincu en 17 combats, via décision partagée.

## Palmarès en arts martiaux mixtes
| 23 combats     | 17 victoires | 6 défaites |
| Par KO         | 11           | 2          |
| Par soumission | 2            | 0          |
| Sur décision   | 4            | 4          |

| Résultat | Record | Adversaire        | Méthode                               | Événement                                           | Date              | Round | Temps | Lieu                          | Notes                                       |
| -------- | ------ | ----------------- | ------------------------------------- | --------------------------------------------------- | ----------------- | ----- | ----- | ----------------------------- | ------------------------------------------- |
| Défaite  | 17–6   | Daniel Marcos     | Décision partagée                     | UFC on ESPN: Covington vs. Buckley                  | 14 décembre 2024  | 3     | 5:00  | Tampa, Floride, États-Unis    |                                             |
| Victoire | 17–5   | Vinicius Salvador | TKO (coups de poing)                  | UFC Fight Night: Barboza vs. Murphy                 | 18 mai 2024       | 1     | 2:47  | Las Vegas, Nevada, États-Unis |                                             |
| Défaite  | 16–5   | Jonathan Martinez | TKO (leg kick)                        | UFC Fight Night: Yusuff vs. Barboza                 | 14 octobre 2023   | 2     | 2:26  | Las Vegas, Nevada, États-Unis |                                             |
| Défaite  | 16–4   | Rob Font          | TKO (coups de poing)                  | UFC 287: Pereira vs. Adesanya II                    | 8 avril 2023      | 1     | 2:57  | Miami, Floride, États-Unis    |                                             |
| Victoire | 16–3   | Tony Kelley       | TKO (coups de poing)                  | UFC on ESPN: Kattar vs. Emmett                      | 18 juin 2022      | 1     | 3:49  | Austin, Texas, États-Unis     | Performance de la soirée.                   |
| Victoire | 15–3   | Davey Grant       | Décision partagée                     | UFC Fight Night: Vieira vs. Tate                    | 20 novembre 2021  | 3     | 5:00  | Las Vegas, Nevada, États-Unis | Combat de la soirée.                        |
| Victoire | 14–3   | Randy Costa       | TKO (coups de poing)                  | UFC on ESPN: Sandhagen vs. Dillashaw                | 24 juillet 2021   | 2     | 2:11  | Las Vegas, Nevada, États-Unis | Performance de la soirée.                   |
| Victoire | 13–3   | Gustavo Lopez     | KO (coup de poing)                    | UFC on ESPN: Brunson vs. Holland                    | 20 mars 2021      | 3     | 0:27  | Las Vegas, Nevada, États-Unis | Performance de la soirée.                   |
| Victoire | 12–3   | Victor Rodriguez  | KO (coup de pied à la tête)           | UFC Fight Night: Hall vs. Silva                     | 31 octobre 2020   | 1     | 2:46  | Las Vegas, Nevada, États-Unis | Performance de la soirée.                   |
| Victoire | 11–3   | Brady Huang       | TKO (coups de poing)                  | Dana White's Contender Series : Saison 4, Épisode 2 | 11 août 2020      | 1     | 0:39  | Las Vegas, Nevada, États-Unis |                                             |
| Victoire | 10–3   | Kyle Estrada      | Décision partagée                     | LFA 78: Yañez vs. Estrada                           | 15 novembre 2019  | 3     | 5:00  | Belton, Texas, États-Unis     |                                             |
| Victoire | 9–3    | Michael Rodriguez | TKO (coups de poing)                  | Fury FC 33: Ivy vs. Langellier                      | 29 juin 2019      | 1     | 3:14  | Houston, Texas, États-Unis    |                                             |
| Victoire | 8–3    | Warren Stewart    | TKO (coups de poing)                  | Fury FC 29: Wright vs. Trujillo                     | 25 janvier 2019   | 2     | 1:46  | Humble, Texas, États-Unis     |                                             |
| Défaite  | 7–3    | Miles Johns       | Décision partagée                     | LFA 55: Johns vs. Yañez                             | 30 novembre 2018  | 5     | 5:00  | Dallas, Texas, États-Unis     | Pour le titre vacant des poids coqs du LFA. |
| Victoire | 7–2    | Nathan Trepagnier | KO (coup de poing)                    | LFA 35: Newell vs. Luque                            | 9 mars 2018       | 1     | 4:56  | Houston, Texas, États-Unis    |                                             |
| Victoire | 6–2    | Trent Meaux       | Décision unanime                      | LFA 26: Odoms vs. Hughes                            | 3 novembre 2017   | 3     | 5:00  | Houston, Texas, États-Unis    |                                             |
| Défaite  | 5–2    | Domingo Pilarte   | Décision partagée                     | LFA 7: Sanchez vs. Mai                              | 24 mars 2017      | 3     | 5:00  | Houston, Texas, États-Unis    |                                             |
| Victoire | 5–1    | Colin Wright      | Soumission (clé de bras)              | Legacy FC 59: Giles vs. Villanueva                  | 16 septembre 2016 | 3     | 2:44  | Houston, Texas, États-Unis    |                                             |
| Victoire | 4–1    | Ryan Hollis       | Décision unanime                      | Bellator 149: Shamrock vs. Gracie III               | 19 février 2016   | 3     | 5:00  | Houston, Texas, États-Unis    |                                             |
| Victoire | 3–1    | D'Nearon Seymore  | Soumission (étranglement en triangle) | Fury FC 7                                           | 11 juillet 2015   | 1     | 1:31  | Humble, Texas, États-Unis     | Combat en poids plumes.                     |
| Victoire | 2–1    | Jake Snyder       | TKO (coups de poing)                  | Fury FC 6                                           | 22 mai 2015       | 2     | 0:10  | Humble, Texas, États-Unis     |                                             |
| Défaite  | 1–1    | Levi Mowles       | Décision unanime                      | Legacy FC 37: Garcia vs. Pineda                     | 14 novembre 2014  | 3     | 5:00  | Houston, Texas, États-Unis    |                                             |
| Victoire | 1–0    | Richard Delfin    | TKO (coups de poing)                  | Texas City Throwdown                                | 14 mars 2014      | 3     | 0:28  | Texas City, Texas, États-Unis |                                             |